# Live Forever
"Live Forever" is een nummer van de Britse band Oasis. Het nummer werd uitgebracht op hun debuutalbum Definitely Maybe uit 1994. Op 8 augustus van dat jaar werd het nummer uitgebracht als de derde single van het album.

## Achtergrond
"Live Forever" is geschreven door gitarist Noel Gallagher, die in 1991 begon met werken aan het nummer. Op een avond luisterde hij naar het Rolling Stones-album Exile on Main St. terwijl hij een aantal akkoorden speelde. Hij vond dat deze akkoorden goed pasten bij de melodie van "Shine a Light" van dat album. Hij paste deze melodie toe op zijn eigen nummer en veranderde de eerste regel naar "Maybe I don't really want to know" (Misschien wil ik het wel niet weten). Lange tijd bleef het hierbij, totdat Oasis in 1993 hun eerste album op ging nemen en hij de rest van het nummer schreef. De band was onder de indruk van het nummer, dat hen uiteindelijk zou helpen om hun eerste platencontract bij Creation Records te tekenen. De demoversie van het nummer had oorspronkelijk een intro met een akoestische gitaar, maar voor de albumversie werd een drumintro opgenomen.
"Live Forever" wordt geïnterpreteerd als een ode aan de moeder van Noel en Liam Gallagher. Het nummer heeft een optimistische toon, wat door Noel werd uitgelegd als: "Het is geschreven tijdens de grungeperiode, en ik weet nog dat Nirvana een nummer had met de titel "I Hate Myself and Want to Die" en ik dacht, 'dat ga ik verdomme niet doen'. Zoveel als ik hem [Nirvana-zanger Kurt Cobain] goed vind, ga ik dat niet doen. Ik kan het niet hebben als zulke mensen hierheen komen, aan de smack zitten en verdomme zeggen dat ze zichzelf haten en dood willen. Dat is verdomme onzin. Kinderen horen dat soort nonsens niet te horen." Alhoewel hij stelde dat het nummer geen direct weerwoord was op Nirvana of hun muziek, zette hij de levens van Cobain en zichzelf wel in contrast: "Het lijkt mij dat er een gast was die alles had en miserabel was. Wij hadden helemaal niks, en toch dacht ik bij het opstaan dat dat verdomme het beste ooit was, omdat je niet wist waar je 's nachts terecht zou komen." Hij vindt de regel "We see things they'll never see" (Wij zien dingen die zij nooit zullen zien) de meest belangrijke zin van het nummer en legde dit uit als "oude vrienden die lachen om grappen en verhalen die niemand anders snapt".
Op de singlehoes van "Live Forever" staat een foto van 251 Menlove Avenue, waar John Lennon gedurende zijn kindertijd woonde. Dit was een van de vele referenties naar The Beatles gedurende de carrière van Oasis. Het nummer was ten tijde van uitgave al lang onderdeel van de live-optredens van de band en had al veel positieve kritieken ontvangen. Het is de eerste single van de band die de top tien bereikte in het Verenigd Koninkrijk, met een tiende plaats als hoogste notering. In 1995 was het ook de eerste hit van de band in de Verenigde Staten; alhoewel het daar niet fysiek op single verscheen kwam het niet in de Billboard Hot 100 terecht, maar het piekte wel op respectievelijk de tweede en tiende plaats in de Modern Rock Tracks- en Mainstream Rock Tracks-lijsten. Er zijn twee videoclips gemaakt voor "Live Forever", afzonderlijk van elkaar bestemd voor de Britse en de Amerikaanse markt.

## NPO Radio 2 Top 2000
| Nummer met noteringen in de NPO Radio 2 Top 2000 | '16  | '17  | '18  | '19  | '20  | '21  | '22  | '23  | '24  |
| ------------------------------------------------ | ---- | ---- | ---- | ---- | ---- | ---- | ---- | ---- | ---- |
| Live Forever                                     | 1743 | 1325 | 1376 | 1499 | 1647 | 1635 | 1636 | 1707 | 1085 |

1. ↑  Een vetgedrukt getal geeft de hoogste notering aan.
2. ↑  2016 was het eerste jaar met een notering voor dit nummer.